# Chrysopa niki
Chrysopa niki — вид сітчастокрилих комах родини золотоочкових (Chrysopidae). Описаний у 2020 році.

## Назва
Вид названо на честь Нікі Макрі, доньки одного з авторів описання таксона.

## Поширення
Ендемік Кіпру.